# Myrmecophilus aequispina
Myrmecophilus aequispina is een rechtvleugelig insect uit de familie mierenkrekels (Myrmecophilidae). De wetenschappelijke naam van deze soort is voor het eerst geldig gepubliceerd in 1923 door Chopard.